# 代数的位相幾何学
代数的位相幾何学（だいすうてきいそうきかがく、英語：algebraic topology、代数的トポロジー）は代数的手法を用いる位相幾何学の分野のことをいう。
古典的な位相幾何学は、図形として取り扱い易い多面体を扱っていたが、1900年前後のポアンカレの一連の研究を契機として20世紀に発展した。
ポアンカレは 1895年に出版した "Analysis Situs" の中でホモロジーの概念を導入した。これはホモロジー論へと発展した。同じ論文の中でポアンカレは基本群の研究を行った。これはホモトピー論へと発展した。これらはいまや代数的位相幾何学の大きな柱であると考えられている。
多様体、基本群、ホモトピー、ホモロジー、コホモロジー、ファイバー束などの、位相空間の不変量として代数系を対応させ、位相的性質を代数的性質に移して研究する．
- セル複体（胞体複体）
  - 単体的複体
  - CW複体
- 多様体
  - 閉曲面

## 主な小分野
以下に代数的位相幾何学で研究されている主な領域を幾つか示す。

### ホモトピー群
数学において、ホモトピー群は位相空間を分類する為に代数的位相幾何で用いられる．最初のかつ最も単純なホモトピー群は基本群であり、これは空間のループに関する情報を記録している。直感的には，ホモトピー群は位相空間の基本的な形状あるいは穴の情報を記録している。

### ホモロジー
代数的位相幾何や抽象代数学において，ホモロジー（一部はギリシア語 ὁμός homos "同一" に由来）は、位相空間や群などの所与の数学的対象に対して、アーベル群あるいは加群からなる列を対応付ける仕方である。

### 複体
単体的複体は或る種の位相空間であって、点、線分、三角形やそれらの n 次元の対応物を接着することで構成される。単体的複体を現代的な単体的ホモトピー論に現れるより抽象的な概念である単体的集合と混同してはならない。単体的複体の純粋に組み合わせ論的な対応物が抽象単体的複体である。
CW複体はJ・H・C・ホワイトヘッドがホモトピー論の要請にしたがって導入した位相空間の一種である。この空間のクラスは単体的複体のクラスよりも広大であり、かつ幾つかのより良い圏論的性質を持つが、なお（しばしばより小さな複体による）計算を許す組合せ論的な特質を保っている。